# Lionello Petri
Lionello Petri (ur. 21 stycznia 1875, zm. 1946) – włoski botanik, mykolog i fitopatolog.

## Życiorys
Uzyskał dyplom z historii naturalnej we Florencji w 1899 r. na podstawie pracy entomologicznej. Następnie pracował w laboratorium botanicznym współpracując znajpierw Oreste Mattirolo, a później Pasqualem Baccarinim, zajmując się anatomią i fizjologią roślin. Jego działalność jako patologa roślin rozpoczęła się w 1904 roku w Rzymie, w Stacji Patologii Roślin. W 1909 r. został wicedyrektorem tej placówki. W 1915 wygrał konkurs na katedrę patologii lasu w Lesie Narodowym Instytutu Wyższego we Florencji, gdzie pozostał do 1926, pełniąc funkcję dyrektora Gabinetu Fizjologii i Patologii Lasu. W 1926 powrócił do Rzymu, by objąć stanowisko dyrektora Stacji Doświadczalnej Patologii Roślin w Rzymie. Na tym stanowisku pozostał aż do śmierci w 1946 roku.

## Praca naukowa
Wykonał wiele badań nad poznaniem chorób m.in. winorośli i kasztana jadalnego i sposobami ich zwalczania. W swoich badaniach zwracał uwagę na związek chorób roślin z siedliskiem i warunkami fizjologicznymi, w jakich rozwijają się rośliny. Jest autorem wielu prac naukowych i książek, m.in.:
- Ricerche sulle cause dei deperimenti delle viti in Sicilia (1912)
- Studi sul marciume delle radici nelle viti fillosserate (1907)
- Studi sulle malattie dell’olivo (1911–[1914])[2].

W nazwach naukowych opisanych przez niego taksonów dodawane jest jego nazwisko Petri.